# 鐵勒瑪九壯士
《鐵拉瑪九壯士》（英語：The Heroes of Telemark）是部1965年英國戰爭片，改編自第二次世界大戰真實軍事行動「破壞挪威德軍重水廠」，描述挪威反抗軍9人突擊隊破壞位於鐵拉瑪的德軍重水廠，成功阻止德軍製作出世界第一顆核武器的故事。
這部電影有許多冰天雪地的戰爭場景。柯克·道格拉斯片中飾演一位挪威物理學家，起初他想置身戰事外，可是許多因素讓他涉及此戰事。 
該片對於德軍如何借重挪威科技製作核武器只是草草帶過未予詳述；另外，當時破壞是在工廠內，並無像電影裡還在廠外與德軍作戰，也不像電影裡還有炮戰；像柯克·道格拉斯在電影裡大談戀愛劇情，史實也無此事。
這部電影讓挪威大出風頭，但是票房在歐洲以外地區並不理想。

## 參閱
- 破壞挪威德軍重水廠
- 挪威反抗軍運動

## 外部連結
- 互联网电影数据库（IMDb）上《鐵勒瑪九壯士》的资料（英文）
- The reality behind the movie （页面存档备份，存于）